# Гонорівська сільська рада
Гонорі́вська сільська́ ра́да — колишня адміністративно-територіальна одиниця та орган місцевого самоврядування в Піщанському районі Вінницької області. Адміністративний центр — село Гонорівка.

## Загальні відомості
Гонорівська сільська рада утворена в 1922 році.
Станом на 2001 рік:
- Територія ради: 5,197 км²
- Населення ради: 1241 особа

2015 року громада сільської ради увійшла до складу Студенянської об'єднаної сільської територіальної громади.

## Населені пункти
До жовтня 2015 року сільській раді були підпорядковані населені пункти:
- с. Гонорівка
- с. Брохвичі
- с-ще Козацьке

## Склад ради
Рада останнього скликання складалась з 12 депутатів та голови.
- Голова ради: Солейко Федір Герасимович
- Секретар ради: Марківська Любов Павлівна

### Керівний склад попередніх скликань
| Прізвище, ім'я, по батькові  | Основні відомості                                                                       | Дата обрання | Дата звільнення |
| ---------------------------- | --------------------------------------------------------------------------------------- | ------------ | --------------- |
| Есаулова Валентина Василівна | Сільський голова, 1956 року народження, освіта вища, член Соціалістичної партії України | 26.03.2006   | 31.10.2010      |
| Есаулова Валентина Василівна | Сільський голова, 1956 року народження, освіта вища                                     | 31.10.2010   | 22.04.2014      |
| Солейко Федір Герасимович    | Сільський голова, 1957 року народження, освіта вища, безпартійний                       | 26.10.2014   | 25.10.2015      |

Примітка: таблиця складена за даними сайту Верховної Ради України

### Депутати
За результатами місцевих виборів 2010 року депутатами ради стали:

#### За суб'єктами висування
| Суб'єкт висування | Кількість обраних депутатів | %    |
| ----------------- | --------------------------- | ---- |
| Партія регіонів   | 7                           | 58,3 |
| Народна партія    | 3                           | 25   |
| Самовисування     | 2                           | 16,7 |

#### За округами
| № округу        | Прізвище, ім'я, по батькові      | Дата визнання обраним | Освіта             | Партійна приналежність             | Відомості про обраного депутата                        |
| --------------- | -------------------------------- | --------------------- | ------------------ | ---------------------------------- | ------------------------------------------------------ |
| Народна Партія  |                                  |                       |                    |                                    |                                                        |
| 5               | Марківська Любов Павлівна        | 09.11.2010            | вища               | член Народної партії               | Гонорівська сільська рада, секретар                    |
| 6               | Гарник Іван Йосипович            | 09.11.2010            | середня            | член Народної партії               | тимчасово не працює                                    |
| 12              | Чоповський Олександр Андрійович  | 09.11.2010            | середня            | член Народної партії               | тимчасово не працює                                    |
| Партія регіонів |                                  |                       |                    |                                    |                                                        |
| 3               | Осташій Ніна Миколаївна          | 09.11.2010            | вища               | член Партії регіонів               | Гонорівська загальноосвітня школа, заступник директора |
| 4               | Славінська Валентина Іванівна    | 09.11.2010            | середня спеціальна | член Партії регіонів               | відділення зв'язку, начальник                          |
| 7               | Павловська Людмила Володимирівна | 09.11.2010            | вища               | член Партії регіонів               | дитячий садок, завідувачка                             |
| 8               | Кіналь Юлія Вікторівна           | 09.11.2010            | вища               | член Партії регіонів               | Гонорівська загальноосвітня школа, вчитель             |
| 9               | П'ятківська Людмила Михайлівна   | 09.11.2010            | вища               | член Партії регіонів               | Гонорівська загальноосвітня школа, директор            |
| 10              | Сухань Василь Михайлович         | 09.11.2010            | середня            | член Партії регіонів               | тимчасово не працює                                    |
| 11              | Деркач Раїса Василівна           | 09.11.2010            | середня спеціальна | член Партії регіонів               | фельдшерсько-акушерський пункт, патронажна медсестра   |
| Самовисування   |                                  |                       |                    |                                    |                                                        |
| 1               | Дейлик Анатолій Якович           | 09.11.2010            | вища               | член Комуністичної партії України  | приватний підприємець                                  |
| 2               | Нігруца Микола Омел'янович       | 09.11.2010            | середня            | член Соціалістичної партії України | пенсіонер                                              |